# Craugastor daryi
Espèce
Synonymes
- Eleutherodactylus daryi Ford & Savage, 1984

Statut de conservation UICN

 EN B1ab(iii) : En danger
Craugastor daryi est une espèce d'amphibiens de la famille des Craugastoridae.

## Répartition
Cette espèce est endémique du Guatemala. Elle se rencontre dans les départements de Baja Verapaz, d'Alta Verapaz, d'El Progreso et de Zacapa de 1 500 à 2 290 m dans la Sierra de Xucaneb et la Sierra de las Minas.

## Description
Les mâles mesurent de 18,7 à 22,7 mm et les femelles de 25,8 à 34,8 mm.

## Étymologie
Cette espèce est nommée en l'honneur de Mario Dary Rivera (1928-1981).

## Publication originale
- Ford & Savage, 1984 : A new frog of the genus Eleutherodactylus (Leptodactylidae) from Guatemala. Occasional Papers of the Museum of Natural History, University of Kansas, vol. 110, p. 1-9 (texte intégral).